# Kevin Le Guen
Pour les articles homonymes, voir Le Guen.
Pas d'image ? Cliquez ici

a Compétitions nationales et continentales officielles uniquement.

b Matchs officiels uniquement.
Dernière mise à jour le 25 septembre 2023.
Kevin Le Guen, né le 17 novembre 1990 à Saint-Médard-en-Jalles (Gironde), est un joueur français de rugby à XV. Il évolue au poste de talonneur.

## Biographie
Kevin Le Guen commence le rugby à XV à l'âge de 8 ans au Saint-Médard RC.
Il joue comme talonneur pour la première fois en professionnel avec l'Atlantique stade rochelais puis il rejoint le FC Auch Gers, le CA Périgueux en 2014 et le SA XV Charente.
En 2019, il signe avec le Racing 92 pour les deux prochaines saisons,.
A la fin de la saison 2021-2022, il retourne au SA XV Charentequ’il avait quitter en 2019